# エディー・ン
エディー・ン（吳國敬、Eddie Ng、1965年6月7日 - ）は、香港生まれの歌手、作曲家、俳優である。愛称は大頭敬。EMI、スターライト・レコード、ゴー・イースト・エンターテインメントなど一時所属。現在の所属事務所／レコード会社はスターJ&スナッズ・エンターテインメント・グループである。
1987年、EMIから初の広東語アルバム『玩火』をリリースした。

## アルバム
- 1987年『玩火』
- 1988年『呉國敬』
- 1988年『燃燒』
- 1989年『搖搖這東西』
- 1990年『聚．別』
- 1990年『再造呉國敬精選』
- 1992年『Gemini dream』
- 1993年『我說過要你快樂精選』
- 1993年『想飛』
- 1995年『我願等』
- 1999年『EMI精選王系列之我說過要你快樂』
- 1999年『呉國敬的主題曲』
- 2001年『呉國敬的主題曲2』
- 2002年『EMI星聲傳集』
- 2006年『愛音樂三人行』

## テレビドラマ(TVB)
- 城市故事（1986年）
- 鬥氣一族（1988年）
- 優皮幹探（1990年）
- 壹號皇庭（1992年）
- 驚心都市（1993年）
- 壹號皇庭III（1994年）
- 異度凶情（1994年）
- 完全學生手冊
- 婚姻蜜語
- IT檔案
- 齊天大盛孫悟空（2002年）

## テレビドラマ(ATV)
- 亞洲星光大道の評判(2009)
- 亞洲星光大道2の評判(2010)
- 亞洲星光大道3の評判(2010)

## 映画
- 藍江傳之反風組風雲
- 霓虹光管高高掛之女子公寓
- 信有明天
- 生死戀
- 超級女警
- 但願人長久
- 沒有你沒有我
- 表姐你好o野3之大人駕到
- 馬路英雄2之非法賽車
- 細佬識講o野

## その他
- 遵理學校卡拉OK嘉年華2012の評判